# Gunnera hamiltonii
Espèce
Gunnera hamiltonii est une espèce de plantes à fleurs de la famille Gunneraceae. C'est un plante herbacée rampante, avec des grappes de petites feuilles gris-brun (2 à 7 cm) formant un tapis dense. Les petites fleurs vertes sont suivies par des fruits rouges à l'automne.
C'est une des plantes les plus rares en Nouvelle-Zélande avec Southland et l’île Stewart représentant deux des cinq présumés habitats restants. La fertilisation naturelle de ces plantes est maintenant difficile étant donné que les pieds mâles et femelles sont séparées.